# اسحاق حاتمی‌فر

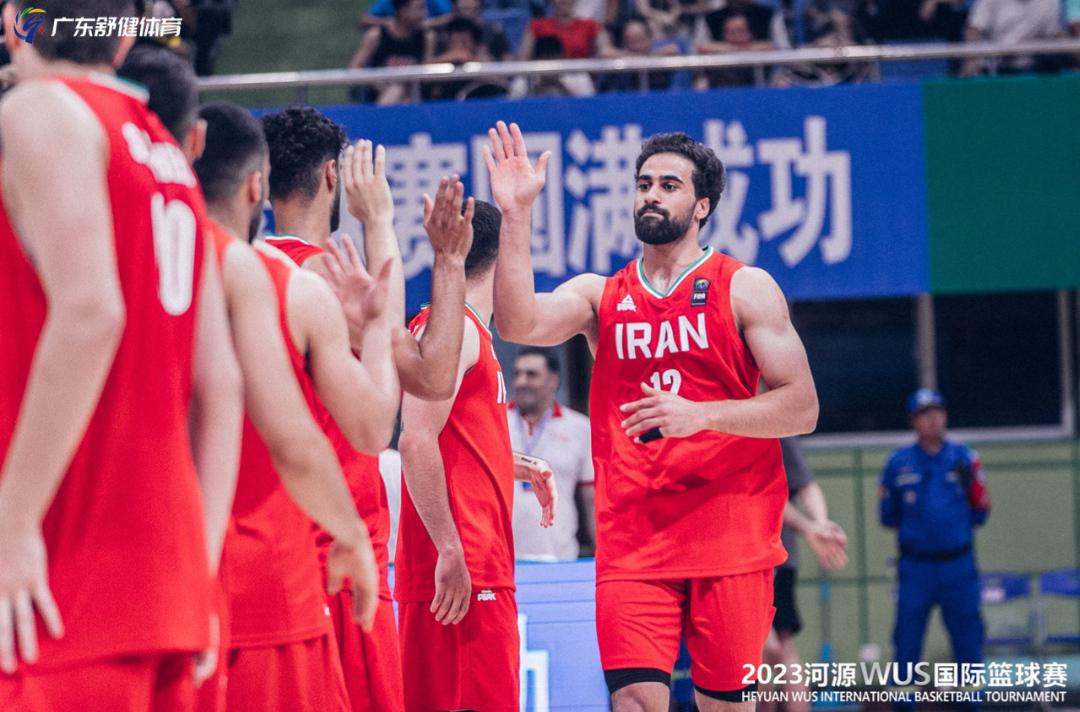

اسحاق حاتمی‌ فر (زادهٔ ۱۴ شهریور ۱۳۷۹) بازیکن تیم ملی بسکتبال ایران که سابقه حضور در تیم ملی بزرگسالان ب و تیم های جوانان ایران و  تیم ملی سه نفره زیر ۱۸ سال را دارد. که در مسابقات آسیایی سال ۲۰۱۸ مالزی نیز حاضر بوده‌است. حاتمی‌فر همچنین در مسابقات سال ۲۰۱۸ غرب آسیا که در اردن و با کسب قهرمانی به پایان رسید حضور داشته‌است وی هم‌اکنون در لیگ برتر کشور فعالیت میکند.
اسحاق با ۱۹۴ سانتیمتر قد دومین بازیکن قد بلند تیم ملی بسکتبال جوانان ایران است و در پست فروارد بازی می‌کند. وی کاپیتان تیم منتخب جوانان استان هرمزگان نیز می‌باشد که با این تیم در سال ۱۳۹۶ با پیروزی مقابل تیم تهران به عنوان قهرمانی مسابقات بسکتبال قهرمانی کشور در رده سنی جوانان دست یافت.
اسحاق در سال ۱۳۹۵ وارد تیم ملی بسکتبال جوانان ایران شد، از نظر کارشناسان او دارای توانمندی مناسبی از قدرت و سرعت است و در پست خودش (فروارد) نقش کلیدی دارد. توانایی بالای وی در زدن اسلم دانکهای بی نظیر جلوه خاصی به بازی او می‌دهد و وی علاوه بر تخصص در حملات به واسطه بلاک شات‌ها و ریباندها که از خود به نمایش می‌گذارد بازیکن دفاعی برتر نیز به حساب می‌آید.
به عنوان عضو تیم ملی ایران در بازیهای غرب آسیا ۲۰۱۸ در اردن که به مقام قهرمانی رسیدن و مسابقات آسیایی ۲۰۱۸ بانکوک که با بد شانسی به نیوزلند باختن و در آن مسایقات ششم شدن حضور داشته‌است.
حاتمی فر سال ۹۷ قراردادش با شهرداری بندر عباس تمدید کرد. این بازیکن خوش تکنیک و آتیه دار تیم ملی جوانان همراه با شهرداری موفق به قهرمانی در لیگ دسته دو بسکتبال شد.
اسحاق با تمدید قرارداد دوباره با شهرداری در لیگ برتر ۹۸_۹۹ بازی کرد و در اولین حضور و تجدبه لیگ برتری شهرداری با انجام ۲۶ بازی با ۱۱ پیروزی مقابل حریفان با کسب ۳۷ امتیاز به مقام قابل قبول ۸ هشتمی دست پیدا کردن.
اسحاق در مقابل تیم‌ها ی سطح اول کشور در خشش‌های ویژه ای داشت علی‌الخصوص مقابل مهرام تهران که سالن به وجد آمده بود و در کل درخشش اسحاق مورد تشویق همه اهل فن‌های بسکتبال قرار گرفت و به عنوان پدیده ی لیگ انتخاب شد.
اسحاق در سال ۱۴۰۰ با تیم رعد پدافند هوایی مشهد مقدس قرارداد امضا کرد هر چند چند پیشنهاد دیگر داشت اما در آخر به تیم بسکتبال رعد پدافند هوایی ارتش مشهد مقدس پیوست و همرا این تیم در لیگ برتر بسکتبال ۱۴۰۰_۱۴۰۱ بازی کرد.
پس از اتمام سربازی در فصل ۱۴۰۱-۱۴۰۲ اسحاق به استان خود بازگشت و به تیم صنایع هرمزگان پیوست. پس از پایان‌ فصل و درخشش وی در بازیها به تیم ملی بزرگسالان ب دعوت شد و جزو نفرات اصلی این تیم قرار گرفت.
اسحاق همراه تیم ملی در مسابقات بین المللی هوپس در کشور چین و مسابقات ویلیام جونز در کشور چین تایپه شرکت کرد.
در سال ۱۴۰۲_۱۴۰۳ اسحاق در استان خود ماندنی شد و به تیم فولاد هرمزگان پیوست.